# Primeira Divisão 1971-72
La Primeira Divisão 1971/72 fue la 38.ª edición de la máxima categoría de fútbol en Portugal. Benfica ganó su 19° título. El goleador fue Artur Jorge del Benfica con 27 goles.

## Tabla de posiciones
|    | Clasificación        | Pts. | PJ | PG | PE | PP | GF | GC |
| -- | -------------------- | ---- | -- | -- | -- | -- | -- | -- |
| 1  | Benfica              | 55   | 30 | 26 | 3  | 1  | 81 | 16 |
| 2  | Vitória Setúbal      | 45   | 30 | 17 | 11 | 2  | 62 | 16 |
| 3  | Sporting de Portugal | 43   | 30 | 17 | 9  | 4  | 51 | 26 |
| 4  | GD CUF               | 37   | 30 | 12 | 13 | 5  | 43 | 28 |
| 5  | Porto                | 33   | 30 | 13 | 7  | 10 | 51 | 32 |
| 6  | Vitória Guimarães    | 30   | 30 | 11 | 8  | 11 | 49 | 47 |
| 7  | Belenenses           | 29   | 30 | 11 | 7  | 12 | 35 | 33 |
| 8  | Barreirense          | 27   | 30 | 11 | 5  | 14 | 34 | 46 |
| 9  | Farense              | 25   | 30 | 9  | 7  | 14 | 34 | 48 |
| 10 | Atlético CP          | 25   | 30 | 8  | 9  | 13 | 35 | 52 |
| 11 | Boavista             | 24   | 30 | 7  | 10 | 13 | 28 | 46 |
| 12 | UFCI Tomar           | 23   | 30 | 9  | 5  | 16 | 25 | 42 |
| 13 | Beira Mar            | 23   | 30 | 7  | 9  | 14 | 29 | 51 |
| 14 | Leixões              | 21   | 30 | 7  | 7  | 16 | 26 | 51 |
| 15 | Académica de Coimbra | 21   | 30 | 7  | 7  | 16 | 29 | 38 |
| 16 | Tirsense             | 19   | 30 | 6  | 7  | 17 | 26 | 66 |

|  | Clasificado para la Copa de Europa 1972-73   |
|  | Clasificado para la Recopa de Europa 1972-73 |
|  | Clasificado para la Copa de la UEFA 1972-73  |
|  | Descenso a la Segunda Divisão                |

|                            |
| Campeón Benfica 19° título |